# Dipoena chathami
Dipoena chathami là một loài nhện trong họ Theridiidae.
Loài này thuộc chi Dipoena. Dipoena chathami được Herbert Walter Levi miêu tả năm 1953.